# Zoarces
Zoarces ist eine Fischgattung aus der Familie der Aalmuttern (Zoarcidae) in der Teilordnung der Aalmutterverwandten (Zoarcales). Es sind bodenbewohnende Meeresfische, die mit vier Arten im nordwestlichen Pazifik sowie mit Zoarces americanus im nordwestlichen und mit Zoarces viviparus auch im nordöstlichen Atlantik, inklusive der Nebenmeer Nord- und Ostsee vorkommen. Sie leben von unmittelbarer Ufernähe bis zum äußeren Schelf.

## Merkmale
Zoarces-Arten werden 20 bis 110 cm lang besitzen einen aalartig langgestreckten Körper mit 101 bis 146 Wirbel. Rücken-, After- und Schwanzflosse sind zu einem durchgehenden Flossensaum zusammengewachsen. Die Schwanzflosse wird von 9 bis 11 Flossenstrahlen sowie einer einzelnen Epuralia gestützt. In der Rückenflosse finden sich scharfe Stacheln. Die Augen sind von einem Halbkreis von 5 bis 6 Suborbitalknochen umgeben. Zwischen den Augen liegt eine Pore.

## Arten
Die Gattung umfasst gegenwärtig sechs gültige Arten:
- Zoarces americanus (Bloch & Schneider, 1801) (Macrozoarces americanus im Catalog of Fishes)
- Zoarces andriashevi (Parin, Grigoryev & Karmovskaya, 2005)
- Zoarces elongatus (Kner, 1868)
- Zoarces fedorovi (Chereshnev, Nazarkin & Chegodayeva, 2007)
- Zoarces gillii (Jordan and Starks, 1905)
- Zoarces viviparus (Linnaeus, 1758)